# Fulgurodes mayor
Fulgurodes mayor är en fjärilsart som beskrevs av Paul Dognin 1893. Fulgurodes mayor ingår i släktet Fulgurodes och familjen mätare. Inga underarter finns listade i Catalogue of Life.